# Kishu
Der Kishu (japanisch 紀州犬, Kishū inu/ken) ist eine von der FCI anerkannte Hunderasse aus Japan (FCI-Gruppe 5,Sektion 5, Standard Nr. 318).

## Herkunft und Geschichtliches
Der Kishu stammt von alteingesessenen mittelgroßen Hunden ab aus der Gegend von der Präfekturen Wakayama und Mie, die früher beide Kishū bildeten. Seit 1934 sind nur einfarbige Hunde zur Zucht zugelassen, in diesem Jahr wurde die Rasse zu einem „Denkmal der Natur“ erwählt. Diese Rasse erhielt den Namen der Gegend, aus der sie stammte.

## Beschreibung
Bis 52 cm großer Hund mit hartem, geradem Deckhaar in weiß, rot oder Sesam (rot-falbfarbene Haare mit schwarzen Spitzen). An den Backen und an der Rute ist das Haar relativ lang. Die Unterwolle ist dicht und reichlich vorhanden. Die Ohren sind spitztypisch klein, dreieckig, leicht nach vorne geneigt und straff aufrecht, die Rute hoch angesetzt, dick, kräftig gerollt oder sichelförmig gebogen über dem Rücken getragen.
Sein Gewicht beträgt 13–27 kg bei Hündinnen und 14–27 kg bei Rüden.

## Verwendung
Auf Grund des ausgeprägten Jagdtriebes, werden die Hunde vornehmlich für die Jagd, insbesondere auf Wildschwein verwendet; früher jedoch jagten sie auch Rotwild. Weitere Charakterzüge, die für die Jagd ebenso wichtig sind, sind sein Mut, hohe Intelligenz und seine Ausdauer.